# Ophiacantha paramedea
Ophiacantha paramedea is een slangster uit de familie Ophiacanthidae.
De wetenschappelijke naam van de soort werd in 1926 gepubliceerd door M. Hertz.